# Open Internacional Femení Solgironès 2023
L'Open Internacional Femení Solgironès 2023 è un torneo di tennis giocato sul terra rossa. È la 7ª edizione del torneo, la prima che fa parte della categoria WTA 125 nell'ambito del WTA Challenger Tour 2023. Si gioca al Club de Tennis La Bisbal Centre Esportiu di La Bisbal d'Empordà in Spagna e si svolge dal 6 all'11 giugno 2023.

## Partecipanti al singolare

### Teste di serie
| Nazionalità | Giocatrice        | Ranking* | Testa di serie |
| ----------- | ----------------- | -------- | -------------- |
| Spagna      | Rebeka Masarova   | 69       | 1              |
| Svizzera    | Jil Teichmann     | 77       | 2              |
| Ungheria    | Panna Udvardy     | 97       | 3              |
| Stati Uniti | Caroline Dolehide | 101      | 4              |
| Argentina   | Nadia Podoroska   | 103      | 5              |
|             | Diana Šnaider     | 108      | 6              |
| Paesi Bassi | Arantxa Rus       | 115      | 7              |
| Germania    | Tamara Korpatsch  | 123      | 8              |

* Ranking al 29 maggio 2023.

### Altre partecipanti
Le seguenti giocatrici hanno ricevuto una wildcard per il tabellone principale:
- Yvonne Cavallé Reimers
- Ángela Fita Boluda
- Irina Chromačëva
- Guiomar Maristany

Le seguenti giocatrici sono passate dalle qualificazioni:
- Tímea Babos
- Lucía Cortez Llorca
- Ekaterine Gorgodze
- Andreea Prisăcariu

## Partecipanti al doppio

### Teste di serie
| Nazione   | Giocatrice         | Nazione   | Giocatrice         | Ranking* | Testa di serie |
| --------- | ------------------ | --------- | ------------------ | -------- | -------------- |
| Rep. Ceca | Anastasia Dețiuc   | Venezuela | Andrea Gámiz       | 163      | 1              |
| Georgia   | Ekaterine Gorgodze | Georgia   | Oksana Kalašnikova | 179      | 2              |

* Ranking al 29 maggio 2023.

### Altre partecipanti
Le seguenti giocatrici hanno ricevuto una wild card per il tabellone principale:
- Andreea Prisăcariu /  Renata Zarazúa

## Campionesse

### Singolare
Arantxa Rus ha sconfitto in finale  Panna Udvardy con il punteggio di 7–6(2), 6–3.

### Doppio
Caroline Dolehide /  Diana Šnaider hanno sconfitto in finale  Aliona Bolsova /  Rebeka Masarova con il punteggio di 7–6(5), 6–3.